# Sant Joan i Sant Felip d'Arres
Sant Joan i Sant Felip d'Arres és una església barroca d'Arres (Vall d'Aran) inclosa a l'Inventari del Patrimoni Arquitectònic de Catalunya.

## Descripció
Església de construcció moderna (s.XVIII) d'estil barroc, constituïda per una sola nau amb volta de canó; la zona del presbiteri és en volta de creueria. A l'extrem NW de l'església hi ha adossat el campanar. Totes les seves cares estan conformades per contraforts, sobre tot les de N i S, regruixats en forma de faixes verticals. La portalada, ubicada al mur de migdia, és allindada amb pedra treballada i llinda superior de marbre. A la cara de llevant hi ha restes d'una antiga construcció adossada (possiblement una sagristia o rectoria), actualment derruïda. El cor és de dos pisos i conserva la pintura blava original.

## Història
Les nombroses esquerdes que apareixen tan a l'interior com l'exterior de l'església s'atribueixen, segons tradició popular, a un sotragada de terres que hi hagué a començaments de segle, més que a patologies estructurals pròpies de l'església.